# Eric Sehn
Eric Thomas Sehn (Edmonton, 16 de noviembre de 1984) es un deportista canadiense que compitió en saltos de plataforma. Ganó una medalla de bronce en los Juegos Panamericanos de 2011, en la prueba sincronizada.

## Palmarés internacional
| Juegos Panamericanos | Juegos Panamericanos | Juegos Panamericanos | Juegos Panamericanos   |
| Año                  | Lugar                | Medalla              | Prueba                 |
| -------------------- | -------------------- | -------------------- | ---------------------- |
| 2011                 | Guadalajara (México) | Medalla de bronce    | Plataforma 10 m sincro |